# Santo Domingo (Cuba)
Pour les articles homonymes, voir Santo Domingo.
Santo Domingo est une ville et une municipalité de Cuba dans la province de Villa Clara.

## Géographie

### Situation
La municipalité de Santo Domingo est située sur la côte nord de l'île de Cuba, dans le nord-ouest de la province de Villa Clara, 
à 257 km à l'est de La Havane 
et 40 km nord-ouest de sa capitale de province Santa Clara. La ville est sur la Carretera Central.
La municipalité jouxte celle de Sagua la Grande uniquement par le réservoir Alacranes, alimenté par le cours d'eau Sagua la Grande qui traverse son territoire du sud au nord.

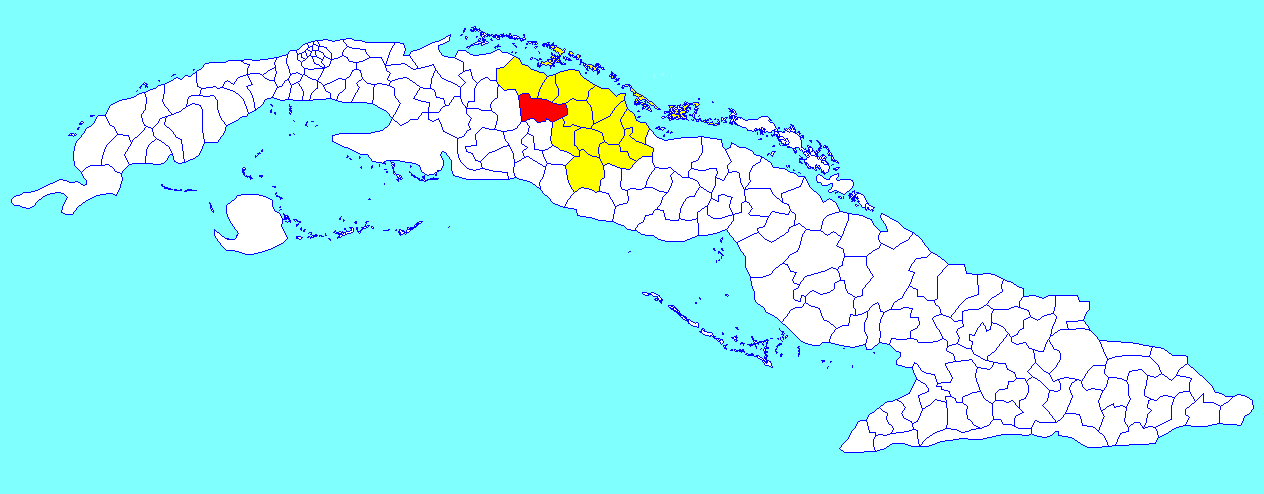
Municipalité de Santo Domingo dans la province de Villa Clara

### Divisions administratives
La municipalité compte 11 consejos populares :
- Punta Felipe
- Cascajal
- Mordazo
- Sabino Hernández
- Manacas
- George Washigton
- 26 de Julio
- Carlos Baliño
- Rodrigo - Amaro
- El Jardín
- La Palma

## Population
En 2022, la population était estimée à 46 984 habitants ; pour une surface de 878,1 km2, la densité de population est de 53,51 habitants/km².